# Pent
Pent war ein Gold- und Silbergewicht entlang der Küste von Guinea. Das Maß entsprach dem halben Viertelpfund (⅛) in Deutschland.
- 1 Pent = 4 Lot (1 L. ~ 15 Gramm) = 60 Gramm